# Loch na Davie
Loch na Davie ist ein kleiner See auf der schottischen Insel Arran. Es befindet sich in etwa 360 m Höhe und weist eine maximale Länge von etwa 80 und eine maximale Breite von etwa 25 m auf. Der See liegt auf einer Wasserscheide und besitzt zwei Abflüsse. Nach Norden fließt der Ranza, der sich bei Lochranza in die Meeresbucht Loch Ranza am Kilbrannan-Sund ergießt, durch Gleann Easan Biorach einen Nebenarm des Glen Ranza ab, während das Iorsa Water durch Glen Iorsa und Loch Iorsa nach Südwesten abfließt, um ebenfalls den Kilbrannan-Sund zu erreichen.
Loch na Davie liegt in einer abgelegenen, bergigen Region der Insel. Die nächstgelegene Siedlung ist das etwa vier Kilometer nördlich gelegene Lochranza. Durch die umliegenden Täler und zu Loch na Davie gibt es verschiedene Wanderrouten unterschiedlicher Schwierigkeitsgrade. Befestigte Wege sind nicht vorhanden.